# Gräns
Gräns é um filme de fantasia sueco de 2018 dirigido por Ali Abbasi, baseado no ensaio homônimo escrito por John Ajvide Lindqvist. A obra foi indicada ao Oscar de melhor maquiagem e penteados na edição de 2019, foi nomeado ao Queer Palm e venceu o prêmio da seção un certain regard no Festival de Cannes. Dentre as seções do Festival de Cannes, Un Certain Regard é a segunda mais importante do evento.

## Elenco
- Eva Melander - Tina
- Eero Milonoff - Vore
- Sten Ljunggren - pai de Tina
- Jörgen Thorsson - Roland
- Viktor Åkerblom - Ulf
- Rakel Wärmländer - Therese
- Ann Petrén - Agneta
- Kjell Wilhelmsen - Daniel
- Matti Boustedt - Tomas